# Генерализация раздражителя
Генерализация раздражителя (англ. stimulus generalization) — реакция человека на раздражители, похожие на условные, но не идентичные им.

## Генерализация раздражителя на животных
Первоначально российский учёный и физиолог И.Павлов проводил эксперимент на собаках. Учёный проверял реакцию животного с помощью сопровождения звуковых сигналов и пищевого подкрепления. Каждый раз Павлов предъявлял раздражитель сходного характера, но непохожего на первоначальный звук и без последующего подкрепления. Такой опыт установил градиент генерализации возбуждающего раздражителя, это значит, что реакция собаки на первоначальный раздражитель пропорционален сходству с условным раздражителем.
Генерализация раздражителя происходит, когда организм реагирует на раздражитель так же, как он реагирует на подобный стимул (первоначальный условный раздражитель). Это происходит во время классического процесса обусловливания. Например, представьте, что собака бежит к своему хозяину, когда она слышит свист. Собака проявит ту же самую реакцию, когда услышит и визг ребёнка. Это пример обобщения стимула. Животное реагирует на подобный раздражитель так же, как и на условно-рефлекторный стимул.

### Пример
- До выработанного условного рефлекса:

1. Хозяин дает собаке корм, в результате чего у животного происходит слюноотделение (безусловный рефлекс);
2. Хозяин звонит в колокольчик (нейтральный раздражитель), в результате чего у животного отсутствует слюноотделение (условный рефлекса нет)

- В процессе выработки условного рефлекса:

Хозяин одновременно звонит в колокольчик и подает собаке корм, в результате чего у животного слюноотделение (безусловный рефлекс)
- После выработки условного рефлекса:

При звоне колокольчика у собаки происходит слюноотделение (условный рефлекс)

## Генерализация раздражителя на человеке
В процессе обусловливания генерализация раздражителя представляет собой условный раздражитель, который вызывает у человека свойственную ему реакцию после того, как реакция была обусловлена. Например, если ребёнок был обусловлен, чтобы бояться чучела серого кролика, он проявит страх перед объектами, подобными условному раздражителю, таким как серая игрушечная белка.
Один из самых известных примеров генерализации раздражителя можно проследить в опыте ранней психологии. В эксперименте «маленький Альберт», проведенном Джоном Б. Уотсоном и Розали Рейнер, реакция человека была не просто физиологической, а эмоциональной. Первоначально проверили реакцию девятимесячного младенца на крысу, в результате чего, было выяснено, что мальчик не испытывал страх пред животным. Впоследствии, когда Альберт видел крысу, Уотсон громко бил молотком по металлической трубе, после чего малыш начинал кричать. В итоге Альберт стал бояться крысу и при спокойной ситуации. Мальчик проявил бы ту же самую реакцию, увидев похожие предметы, такие как пушистая белая игрушка или белая борода Уотсона.
- нейтральный раздражитель — крыса
- безусловный раздражитель — громкий звук
- безусловная реакция — страх
- условный раздражитель — крыса
- условный рефлекс — страх[4]

## Воздействие генерализации раздражителя
Генерализация раздражителя может повлиять на реакцию человека по отношению к разным стимулам. Например, в школе дети, услышав звонок на обеденный перерыв, должны пойти в столовую. Тем не менее звонок на урок звучит так же. Если у ребёнка возникает генерализации раздражителя, у него могут появиться проблемы с проявлением правильной реакции: при звонке он будет уходить на обед вместо того, чтобы пойти на урок.
Поэтому так важно распознавать раздражители. Это включает в себя способность различать два одинаковых раздражителя. В примере со школьниками в первое время дети могут обобщать раздражители, но по мере того, как они привыкнут к школьному графику и уникальности звука каждого звонка, они в конечном итоге научатся их различать.
Опираясь на исследования и школу Павлова, высшая психологическая деятельность мозга состоит из производства синтеза, анализа, генерализации раздражителей и дифференциации. Физиология поведения деятельности Павлова осуществляется не только посредством одного органа-эффектора, как у американских ученых Уотсона и Рейнер, а путем взаимоотношения организма и индивида с окружающей средой.

## Критика
Эксперимент, проведённый Уотсоном и Рейнер, на сегодняшний день вызвал бы критику со стороны Американской психологической ассоциации. Их действия вызывают множество претензий этического характера, так как в ходе эксперимента у испытуемого развивают чувства страха. Такие исследования не соответствуют нормам морали из-за отсутствия согласия испытуемого на участие в опыте, во время которого его намеренно будут пугать.
Но, несмотря на отсутствие этических норм, эксперименты ученных определили дальнейшее развитие бихевиоризма.

### На русском языке
- Руслан Миткалов. Захват курятника. — 2016. — 80 с.
- Фресс П., Пиаже Ж. Экспериментальная психология. Выпуск 4. — Москва: Прогресс, 1973. — С. 344.
- Рубинштейн С.Л. Бытие и сознание. — СПб.: "Питер", 2017. — 288 с.

### На английском языке
Paul Kleiman. Psych 101: Psychology Facts, Basics, Statistics, Tests, and More!. — 2016. — С. 272.